# Münzen sammeln

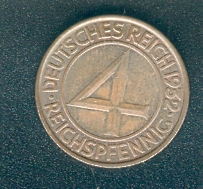
Der "Brüningtaler" 4 Reichspfennig 1932 – Kursmünze mit kuriosem Nennwert

Das Sammeln von Münzen wird sowohl als Hobby als auch aus wissenschaftlichem Interesse betrieben. Die wissenschaftliche Beschäftigung mit Münzen heißt Numismatik. Gesammelt werden sowohl Kursmünzen einer Währung als auch Gedenkmünzen, die speziell als Sammelobjekte produziert werden.

## Sammelgebiete

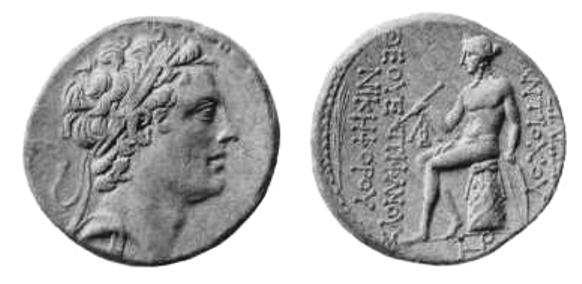
Antike Münze mit dem Konterfei Antiochos IV.

Münzensammler spezialisieren sich üblicherweise auf ein bestimmtes Themengebiet. Das kann sein:
- ein Staat
- eine geographische Region
- eine historische Epoche
- eine besondere Erscheinung im Münzwesen wie die Kippermünzen in der Kipper- und Wipperzeit
- ein Thema wie FAO-Münzen
- ein Münzenmotiv wie z. B. Tiermotive
- Münzen zu bestimmten Anlässen wie z. B. zu den Olympischen Spielen oder die historischen sächsischen und kurpfälzischen Vikariatsmünzen
- Münzen aus bestimmten Materialien wie z. B. bimetallische Münzen, Steingutmünzen usw.
- Münzen eines bestimmten Währungssystems wie z. B. Euro-Münzen, Prägungen der Lateinischen Münzunion oder Taler
- Abschläge von Münzen, die bei einer neuen Ausgabe üblich waren
- Münzen mit einem Prägefehler wie z. B. Zwittermünzen

Man unterscheidet beim Sammelgebiet Kursmünzen zudem zwischen Typensammlungen, in welchen Münzen von gleichem Motiv, Nennwert und Metall nur einmal vorkommen, und Jahrgangssammlungen, in welchen auf Komplettheit aller Jahrgänge pro Typ geachtet wird. Des Weiteren kann nach Münzzeichen gesammelt werden oder geringfügige Varianten oder Fehlprägungen einer Münze können zusammengestellt werden.
Andere Sammler bevorzugen neben den Kursmünzen Gedenkmünzen, die zu den verschiedensten Anlässen verausgabt werden.
Münzensammler interessieren sich oft auch für verwandte Sammelobjekte wie Medaillen, Jetons und Banknoten.

## Wertbestimmung
Für die Wertbestimmung einer Münze sind mehrere Faktoren ausschlaggebend.

### Angebot und Nachfrage
Eine wichtige Rolle spielen Angebot und Nachfrage am Münzmarkt. Eine niedrige Auflage wirkt sich häufig positiv auf den Wert einer Münze aus, jedoch spielt auch die Nachfrage eine entscheidende Rolle. So gibt es beim Münzensammeln wechselnde Trends, die zu starken Preisausschlägen nach oben oder unten führen. Seit 2002 sind beispielsweise die Kursmünzsätze aus dem Vatikan sehr gefragt, weil viele Sammler sich auf die Euro-Prägungen spezialisiert haben, dabei sind diese Sätze nach numismatischen Gesichtspunkten mit einer Gesamtauflage von etwa 100.000 pro Jahr nicht unbedingt selten (Deutschland gab 2013 beispielsweise 325.000 Münzsätze aus). Auch die 25-Euro-Bimetallmünzen aus Österreich mit einer Auflage von 50.000 bis 65.000 erzielen hohe Marktpreise, weil sie bei Sammlern aufgrund ihrer ansprechenden Optik sehr gefragt sind, ohne dass die Auflage besonders niedrig wäre.
Andererseits ist die Zahl der Münzsammler demografiebedingt rückläufig, sodass die Preise seit den 1990er-Jahren insgesamt eher fallend sind, was sich auf nahezu alle Sammelgebiete auswirkt. Besonders drastisch war der Wertverfall beispielsweise bei den Gedenkmünzen der Deutschen Demokratischen Republik und bei den ersten fünf Gedenkmünzen der Bundesrepublik Deutschland (5 DM), wo das Angebot durch Sammlungsauflösungen die Nachfrage am Markt deutlich übersteigt. Auch ältere Raritäten, etwa aus der Zeit zwischen 1500 und 1800, die meist im Rahmen von Auktionen gehandelt werden, erzielen eher rückläufige Preise.
Einfluss auf den Preis haben unter Umständen auch der Jahrgang und die Münzprägestätte einer Münze. So können auch allgemein häufige Münzen seltene Jahrgänge oder Prägestätten mit entsprechendem Preisaufschlag enthalten. Gleiches gilt für Fehlprägungen. Auch das Münzzeichen oder das Münzmeisterzeichen kann von erheblicher Bedeutung für den Sammlerwert einer Münze sein. In manchen Fällen ist die Signatur auf der Münze ebenfalls von besonderer Bedeutung.
Viele Gedenkprägungen (besonders von Kleinstaaten), die über Zeitungsannoncen und Teleshopping vertrieben werden, haben eher den Charakter von Pseudomünzen und unterliegen keinerlei Wertsteigerung.

### Materialwert

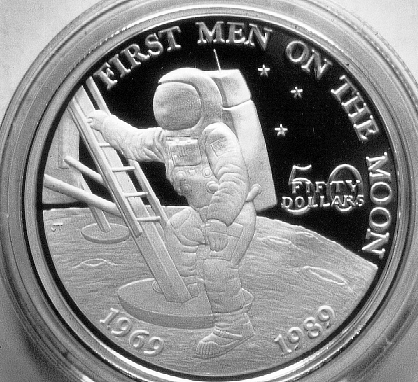
Anlage- und Gedenkmünze anlässlich der 1. bemannten Mondlandung – von bleibendem Wert ist hier nur der Materialwert (Silber)

Der Materialwert spielt bei Münzen aus Edelmetallen (Gold, Silber, Platin und Palladium) vielfach eine entscheidende Rolle, so konnten viele Sammler vom Anstieg der Rohstoffpreise seit 2003 profitieren und eventuelle Verluste durch allgemein fallende Preise am Münzmarkt ausgleichen. Bei Anlagemünzen steht von Anfang an der Materialwert im Vordergrund und diese werden als Investment in das entsprechende Metall gehalten.

### Erhaltungsgrad
Der Erhaltungsgrad spielt ebenfalls eine große Rolle. So werden Münzen des 20. und 21. Jahrhunderts im Regelfall nur in vorzüglicher oder prägefrischer Erhaltung gesammelt. Ältere Münzen sind in guter Erhaltung oft um ein Vielfaches wertvoller als in schlechter.

### Alter und Geschichte
Bei antiken und mittelalterlichen Münzen sowie Primitivgeld spielen auch Alter und die Geschichte einer Prägung eine Rolle. Gleichwohl ist der Kreis der Sammler in diesen Gebieten deutlich kleiner, da eine hohe Expertise benötigt wird, um Originale von Fälschungen unterscheiden zu können. Deshalb werden diese Stücke meist nur bei spezialisierten Händlern und Auktionen gehandelt. Nicht zuletzt ist die Vielfalt der verschiedenen Prägungen hier extrem groß, eine Komplettsammlung unmöglich. Andererseits ist römisches Kleingeld besonders im Mittelmeerraum Teil von zahlreichen Bodenfunden und deshalb nicht per se eine Rarität, teilweise werden auch Funde aus wissenschaftlichen Grabungen, die keine museale Relevanz haben, an den Markt gebracht, um einen Teil der Grabungskosten abzudecken.

## Münzen sammeln als Kapitalanlage
Wie Oldtimer, Kunst und Antiquitäten kann auch eine Münzsammlung als Kapitalanlage betrachtet werden. Einerseits kann man damit auf steigende Edelmetallpreise spekulieren, andererseits auf eine numismatische Wertsteigerung. Für letzteres ist eine große Expertise nötig, da besonders hochpreisige Raritäten Wertsteigerungspotential haben, wobei diese ähnlich schwer vorhersagbar sind wie bei anderen Antiquitäten. Beachtet werden muss dabei, dass die Zahl der Münzsammler im gehobenen Preissegment seit den 1990er Jahren eher rückläufig ist. Moderne Münzen eignen sich hierfür nur in Einzelfällen, da sie oftmals nach einigen Jahrzehnten „aus der Mode“ geraten und die Preise dann eher sinken.

## Fälschungen

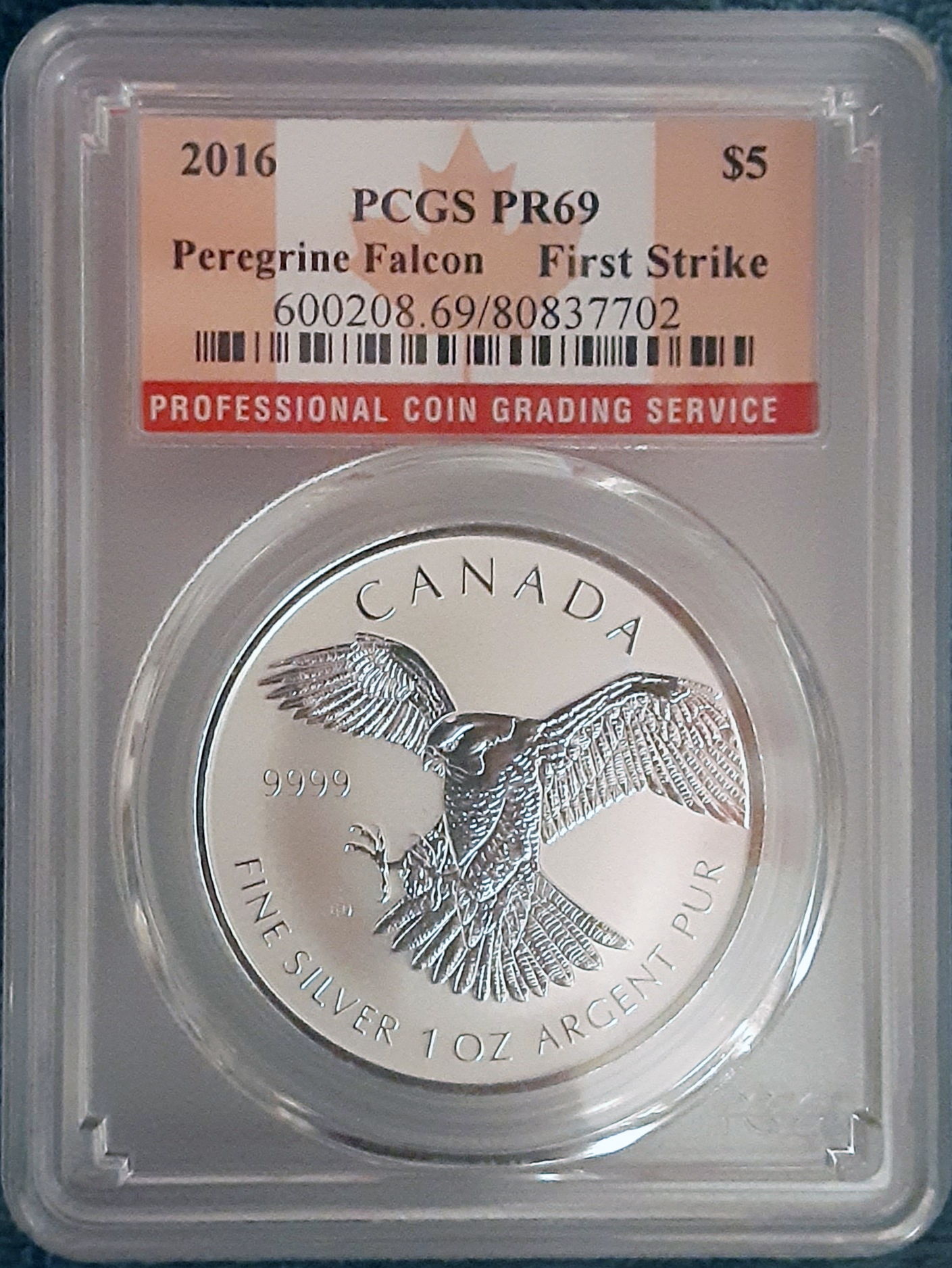
Münze mit Zertifikat eines Bewertungs-Dienstleisters in einer fest verschlossenen Hülle (coin slab).

Fälschungen zum Schaden von Sammlern kursieren schon lange Zeit, besonders (aber nicht nur) bei Raritäten, weshalb sehr teure Stücke oft nur mit Expertengutachten gehandelt werden. Die meisten Massenfälschungen neuzeitlicher Münzen (nach 1800) kommen aus China und sind aufgrund einiger Merkmale relativ leicht zu erkennen. Gefälschte Silbermünzen bestehen in der Regel aus Eisen und sind daher – im Gegensatz zu den Originalen – magnetisch. Außerdem sehen sie zwar „abgenutzt“ aus, allerdings fehlen die für Silbermünzen, die tatsächlich in Gebrauch waren, typischen kleinen, tiefen Kratzer in den ebenen Stellen des Prägebildes. Nicht zuletzt ist der Rand oft auffällig: Auf einer Seite stumpf und auf der anderen scharfkantig, die Randschrift ist nicht mittig auf dem Rand, sondern verrutscht oder das Prägebild ist nicht genau zentriert. Zudem sind die meisten gefälschten Münzen minimal zu klein (Durchmesser) und/oder zu leicht.
Bekannte deutsche Fälschungen von Goldmark-Münzen sind die „Schmidt-Hausmann-Fälschungen“ aus der Zeit um 1960.

## Reinigung

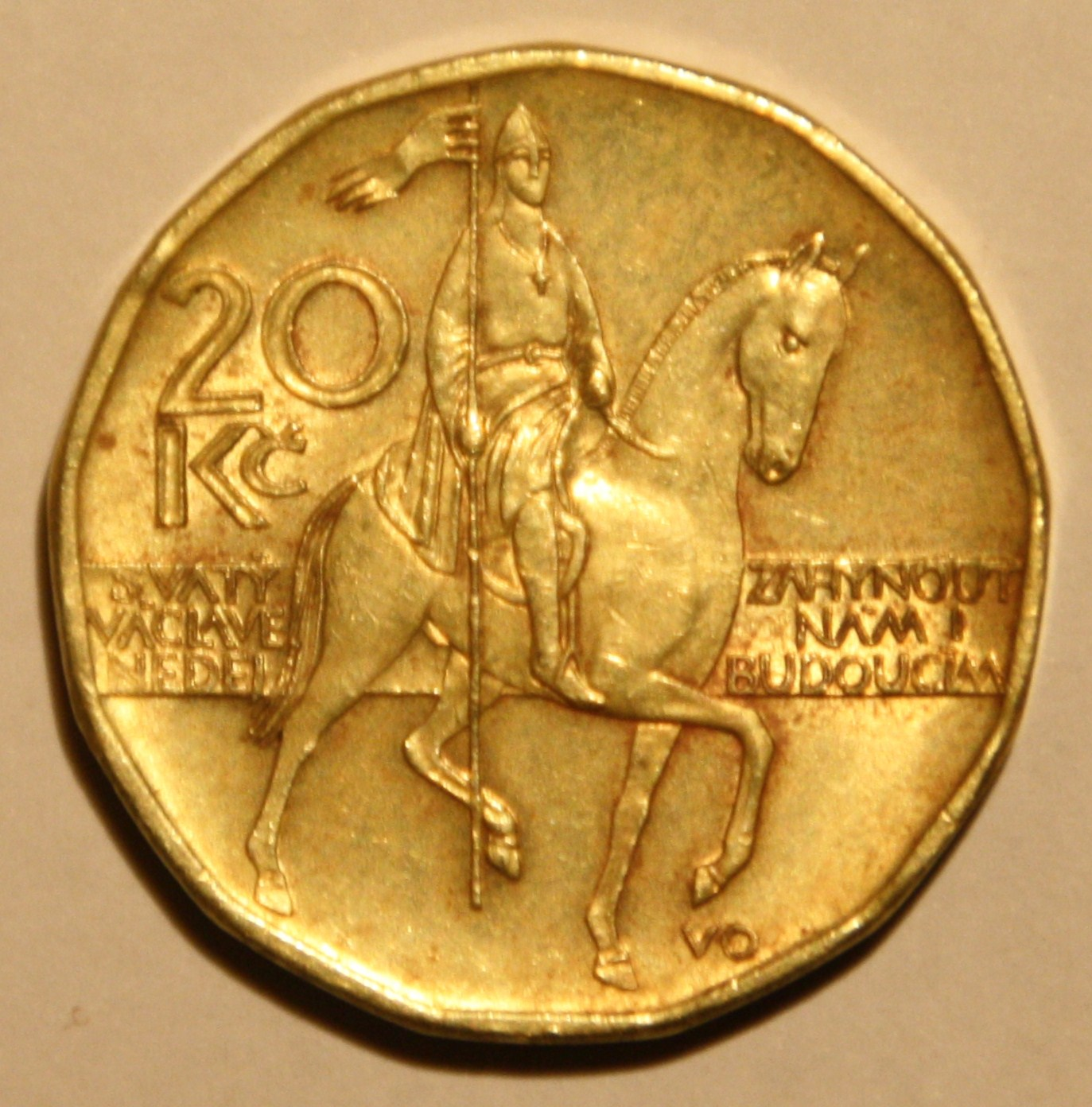
Ein 20-Kronen-Stück aus Tschechien mit Katzenglanz nach der Behandlung in einem Messing-Tauchbad

Viele Sammler stehen der Reinigung von Münzen kritisch gegenüber. Unproblematisch ist meist eine Reinigung in Seifenwasser, um Schmutz zu entfernen, insbesondere bei Münzen, die lange im Umlauf waren oder unsachgemäß gelagert wurden. Darüber hinaus werden im Handel Tauchbäder für verschiedene Metalle angeboten, die entoxidierend wirken und damit den Charakter der Münze verändern. Goldmünzen und Münzen aus Platin benötigen in aller Regel keine solche Reinigung, da Gold und Platin aufgrund ihrer chemischen Eigenschaften ohnehin kaum mit anderen Stoffen aus der Umwelt reagieren. Auch auf reinen Nickelmünzen bildet sich meist keine sichtbare Oxidschicht. Silber hingegen oxidiert mit der Zeit und bildet eine graue bis schwarze Patina, zudem verliert es seinen Glanz. Durch die Benutzung eines Silbertauchbades wird die Oxidschicht entfernt und die Münze erhält ihren hellen Glanz zurück. Silbertauchbäder sind in Sammlerkreisen noch am ehesten akzeptiert und werden insbesondere bei modernen Münzen des 20. und 21. Jahrhunderts genutzt. Andererseits schätzen viele Sammler eine gleichmäßige Patina als Zeichen der historischen Authentizität einer Silbermünze, weshalb ältere Silbermünzen nicht entoxidiert werden sollten.
Tauchbäder für Kupfer sowie Bimetallmünzen sind problematisch, da Münzen nicht aus reinem Kupfer, sondern aus einer Vielzahl unterschiedlicher Legierungen unter Zugabe von verschieden hohen Anteilen von Zink, Zinn, Aluminium oder Nickel bestehen und jede Legierung anders auf das Bad reagiert. Zudem entsteht oft ein als unnatürlich empfundener Glanz, der als „Katzenglanz“ bezeichnet wird und sich deutlich vom ursprünglichen Prägeglanz unterscheidet. Außerdem können sich Münzen verfärben oder nur an einigen Stellen aufhellen, an anderen hingegen dunkel bleiben. In keinem Fall lässt sich der numismatische Wert einer Münze durch eine chemische Reinigung verbessern. Ist eine Münze jedoch durch einen misslungenen Reinigungsversuch entstellt, mindert dies ihren Wert deutlich.
Bei einer mechanischen Reinigung muss äußerst behutsam vorgegangen werden, da eventuell entstehende Kratzer sich wertmindernd auswirken. Insbesondere Gold ist relativ weich und daher sehr stoßempfindlich. Geeignet sind hierfür weiche Pinsel und Bürsten oder Wattestäbchen und Ähnliches, was keine Kratzer hinterlässt.

## Lagerung

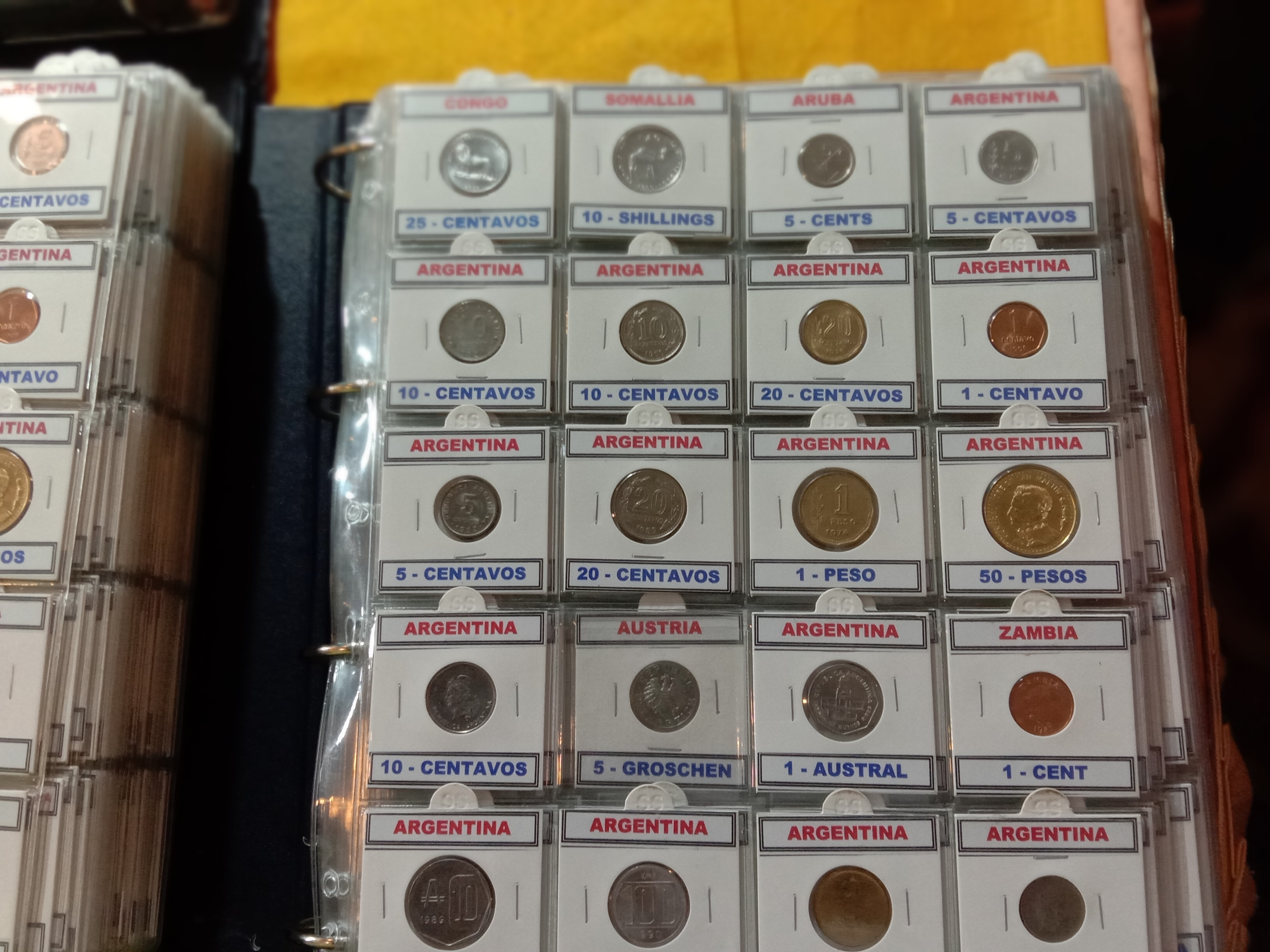
Moderne Münzen verschiedener Länder in einem Sammelordner

Um Münzen vor Umwelteinflüssen zu schützen, existieren zahlreiche verschiedene Lagerungssysteme. Die gängigsten hierunter sind für Sammlungen Münzalben und Münzkassetten sowie für einzelne Stücke Münzkapseln und Münzrähmchen. Wertvolle Münzen sollten außerdem in einem Tresor gelagert werden.
In ein Münzalbum werden durchsichtige Plastikfolien geheftet, in denen jeweils mehrere Münzen auf einer Seite untergebracht werden können. Die einzelnen Fächer in den Folien haben unterschiedliche Größen, um Münzen jeden Durchmessers optimal unterzubringen. Im Album können die Münzen dann, ohne sie einzeln anzufassen, von vorn und hinten betrachtet werden. Mit Münzen gefüllte Münzalben sollten aufgrund des hohen Eigengewichts in liegender Position gelagert werden. Eine Münzkassette ist eine Box aus Hartplastik, die meist mit Samt oder Filz ausgekleidet und in gleich große, quadratische Felder unterteilt ist. In jedes Feld kann dann eine Münze eingelegt werden. Aufgrund ihres höheren Preises und ihres größeren Platzbedarfs ist eine Münzkassette besonders zur Lagerung von wertvolleren Münzen geeignet.
Zur Lagerung von Einzelstücken werden Kapseln und Rähmchen verwendet. Münzkapseln bestehen aus zwei runden Plastikschalen, die ineinander gesteckt werden und so die Münze dazwischen schützen. Rähmchen bestehen aus einem Stück Karton mit zwei runden, mit Folie bespannten Aussparungen. Die Münze wird eingelegt, dann der Karton in der Mitte gefaltet und anschließend verklebt oder getackert, sodass das Rähmchen die Münze auf beiden Seiten umgibt. Nun kann der Rahmen beschriftet werden, etwa mit Katalognummern, Preisen oder Informationen zum Stück. Während sich Kapseln beliebig oft öffnen und schließen lassen, sind Rähmchen zum einmaligen Gebrauch vorgesehen, da sie sich nicht wieder öffnen lassen bzw. dabei zerrissen werden. Kapseln werden besonders für Gedenkmünzen und Münzen der Herstellungsart „Polierte Platte“ verwendet, während Rähmchen besonders im Münzhandel benutzt werden, um ein Stück auszupreisen und Informationen dazu darzustellen.